# 内蔵全成
内蔵 全成（くら の またなり）は、奈良時代の貴族。姓は忌寸のち宿禰。官位は正五位上・讃岐守。

## 出自
内蔵氏（内蔵直・内蔵忌寸）は、坂上氏と同族にあたる漢系渡来氏族で、阿知使主の孫にあたる爾波木直の後裔とする。また、氏の名称は皇室の財物を扱う内蔵を管掌していたことに由来する。

## 経歴
在唐中の遣唐大使・藤原清河を帰国させるための迎入唐使判官に任ぜられて、天平宝字3年（759年）2月に渤海に渡る。しかし、唐は安史の乱が平定されておらず治安が悪化していたため、迎入唐使総勢99名のうち大使・高元度など11人だけが唐へ赴くこととなり、同年10月に全成らは渤海使・高南申を伴って日本への帰国の途につく。全成の乗った船は暴風に遭って対馬国に漂着し、12月に難波江に帰着した。
宝亀2年（771年）外従五位下に叙せられ、翌宝亀3年（772年）大外記に任ぜられる。同年9月には政情調査のために覆損使として山陰道に派遣された。宝亀8年（777年）内位の従五位下、宝亀10年（779年）二階昇進して正五位下に叙せられるなど、光仁朝末に続けて昇叙される一方、越後介・勅旨少輔なども務めた。またこの間、宝亀5年（774年）に新羅使・金三玄以下235名が、宝亀10年（779年）に新羅使・金蘭孫が渡来した際には、来朝の目的を問うために大宰府に派遣されている。
天応元年（781年）には宝亀の乱を平定するために征東副使として陸奥国へ派遣される。6月に平城京に帰京して、9月には陸奥守に任ぜられると共に、蝦夷征討の功労によって正五位上の昇叙と勲五等の叙勲を受けた。また、12月には鎮守副将軍も兼ねている。その後、桓武朝では世職であった大蔵大輔・内蔵頭を務めた後、延暦6年（787年）讃岐守に任ぜられ地方官に転じている。またこの間の延暦4年（785年）には坂上苅田麻呂の上奏により、同族の坂上氏らと共に忌寸姓から宿禰姓へ改姓している。

## 官歴
『六国史』による。
- 天平宝字3年（759年） 正月：迎入唐使判官
- 時期不詳：正六位上
- 宝亀2年（771年） 11月25日：外従五位下
- 宝亀3年（772年） 4月20日：大外記
- 宝亀3年（771年） 9月25日：山陰道覆損使
- 宝亀5年（774年） 9月4日：兼越後介
- 宝亀8年（777年） 3月1日：従五位下（内位）
- 宝亀10年（779年） 正月20日：正五位下（越階）
- 時期不詳：勅旨少輔
- 天応元年（781年） 日付不詳：征東副使。9月8日：陸奥守。9月22日：正五位上、勲五等。12月1日：兼鎮守副将軍
- 延暦4年（785年） 6月10日：忌寸姓から宿禰姓に改姓。7月6日：大蔵大輔
- 延暦5年（786年） 2月17日：内蔵頭
- 延暦6年（787年） 2月5日：讃岐守